# Ruger No. 1
Ruger No. 1 — однозарядная винтовка с безударным клиновым затвором в стиле затвора Фаркухарсона, представленная и выпускаемая компанией Sturm, Ruger & Co. с 1967 года. Нижний рычаг опускает затвор для подачи боеприпасов, а также взводит винтовку. Ленард Браунелл, комментируя свою работу в Ruger, сказал о No. 1: «Никогда не возникало вопросов о силе затвора. Я помню, как при его тестировании я столкнулся с большими трудностями, пытаясь его разрушить. На самом деле, мне никогда не удавалось разнести его на части».

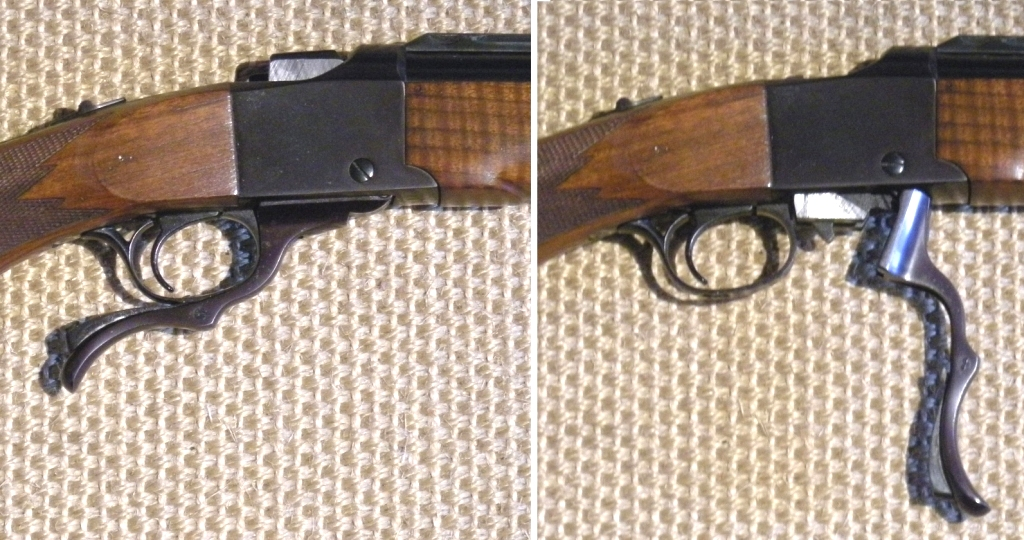
Ruger No. 1 с клиновым затвором (на правом изображении с опущенным рычагом)

На курке и шептале расположен предохранитель в стиле дробовика. Доступен с цевьём в стиле Александра Генри, бобрового хвоста или Маннлихера во множестве калибров.

## Патроны
На протяжении многих лет в No. 1 использовалось множество различных патронов, в том числе:
- .204 Ruger
- .218 Bee
- .22 Hornet
- .22 PPC
- .22-250 Remington
- .220 Swift
- .222 Remington
- .223 Remington
- 6mm PPC
- 6mm Remington
- .243 Winchester
- .25-06 Remington
- .250 Savage
- .257 Roberts
- .257 Weatherby Magnum
- 6.5mm Remington
- 6.5×55mm
- 6.5-284 Norma
- 6.5 Creedmoor
- .264 Winchester Magnum
- .270 Winchester
- .270 Weatherby Magnum
- .275 Rigby/7×57mm
- 7mm-08
- 7mm Remington Magnum
- 7mm STW
- .280 Remington
- .280 AI
- 7.62x39mm
- .30-30 Winchester
- .30-40 Krag
- .30-06 Springfield
- .300 Winchester Magnum
- .300 H&H Magnum
- .300 Weatherby Magnum
- .303 British
- .308 Winchester
- .338 Winchester Magnum
- .35 Whelen
- .357 Magnum
- 9.3×62mm
- 9.3×74mmR
- .375 H&H Magnum
- .375 Ruger
- .38-55 Winchester
- .404 Jeffery
- .405 Winchester
- .416 Remington Magnum
- .416 Ruger
- .416 Rigby
- .44 Remington Magnum
- .45-70 Government
- .450 Bushmaster
- .450 Marlin
- .450 Nitro Express
- .450/400 Nitro Express
- .454 Casull
- .458 Winchester Magnum
- .458 Lott
- .460 G&A (Guns & Ammo)
- .460 S&W Magnum
- .475 Linebaugh
- .480 Ruger